# 주고쿠 산지
주고쿠 산지(일본어: 中国山地)는 일본 서쪽의 주고쿠 지방에 있는 산맥이다. 산맥은 동쪽의 효고현부터 서쪽의 야마구치현 해안까지 약 500 km에 걸쳐 동서로 뻗어있다.
주고쿠 산지에서 가장 높은 두 산은 다이센산(1,729 m)과 효노산(1,510 m)이다. 그 밖에 1000 m 이상의 많은 산들이 있고 작은 산들도 500 m 이상이다.
산지에서 가장 일반적인 암석은 화강암이고 많은 부분이 침식으로 외부에 노출되어있다.

## 지리
다이센산을 제외하고 대부분의 산들은 돗토리현과 오카야마현의 경계, 시마네현과 히로시마현의 경계를 따라 놓여있다. 산지를 경계로 북쪽의 산인 지방과 남쪽의 산요 지방으로 나뉘며 각각 동해측 기후, 세토 내해식 기후를 보인다.

## 주요 산
- 다이센산(大山), 1,729 m
- 효노산(氷ノ山), 1,510 m
- 미무로산(三室山), 1,358 m
- 오소라칸산(恐羅漢山), 1,346 m
- 우시로산(後山), 1,345 m
- 간무리산(冠山), 1,339 m
- 자쿠치산(寂地山), 1,337 m
- 오기산(扇ノ山), 1,310 m
- 도고산(道後山), 1,268 m
- 히바노산(比婆山), 1,264 m
- 나기산(那岐山), 1,255 m
- 히루산(蒜山), 1,199 m
- 묘켄산(妙見山), 1,136 m
- 오사산(大佐山), 1,069 m
- 센가봉(千ヶ峰), 1,005 m
- 호부쓰산(宝仏山), 1,005 m
- 셋피코산(雪彦山), 915 m
- 아오노산(青野山), 907 m
- 하쿠산(白山), 510 m